# 21485 Ash
21485 Ash este un asteroid din centura principală de asteroizi.

## Descriere
21485 Ash este un asteroid din centura principală de asteroizi. A fost descoperit pe 20 aprilie 1998 la Socorro, New Mexico, în cadrul proiectului LINEAR. El prezintă o orbită caracterizată de o semiaxă mare de 2,35 ua, o excentricitate de 0,12 și o înclinație de 6,8° în raport cu ecliptica.